# Vredens dag (film)
 For alternative betydninger, se Vredens dag. (Se også artikler, som begynder med Vredens dag)
Vredens dag er en dansk film fra 1943 instrueret af Carl Th. Dreyer. Det tragiske kærlighedsdrama finder sted i hekseforfølgelsernes tid og er skrevet af Mogens Skot-Hansen, Poul Knudsen og Dreyer selv. Musikken er komponeret af Poul Schierbeck.

## Handling
I 1620'erne har præsten Absalon Pedressøn (Thorkild Roose) giftet sig med Anne (Lisbeth Movin), der er meget yngre end han selv og også yngre end Martin (Preben Lerdorff Rye), præstens søn af første ægteskab. Anne er ikke god nok for Absalons mor Merete (Sigrid Neiiendam), der tyranniserer hende. 
En gamle kvinde fra sognet, Herlofs Marte (Anna Sviekier), er beskyldt for at være heks, og hun søger at skjule sig for fogeden i præstegården, idet hun trygler Anne om ikke ar røbe hende.  Anne skjuler Marte på loftet, men  fogeden finder hende og fører den skrækslagne kvinde væk. Samme dag er Absalons søn, Martin (Preben Lerdorff Rye), vendt hjem til sit barndomshjem. Anne forelsker sig i ham, der også er betaget af Anne.
Absalon dømmer Herlof Martes til døden som heks, selv om hun beder om nåde og truer præsten. Efter at hun er brændt på bålet, får Absalon samvittighedskvaler. Mens Anne modnes af sine stærke følelser for Martin, der vakler mellem kærligheden til Anne og pligten mod sin far. Efterhånden bukker han under, betaget af Anne. 
En nat kommer det til et opgør, hvor Anne afslører sine følelser og indrømmer sit forhold til Martin. Absalon vil have det bekræftet af Martin, men Absalon dør af hjerteslag. Derefter går Merete til biskoppen (Albert Høeberg) og anklager Anne for at være skyld i sønnens død og anklager hende for at være heks. Af fejhed afviser Martin nu Anne, og den unge kvinde står helt alene. I vanvid og desperation tilstår hun, at hun ved den ondes hjælp har myrdet Absalon og lokket hans søn. Hun kan kun se frem til en døden på bålet.

## Medvirkende
I filmen medvirker:
- Thorkild Roose - Absalon Pedressøn, præst
- Lisbeth Movin - Anne, Absalons hustru
- Sigrid Neiiendam - Merete mor
- Preben Lerdorff Rye - Martin, Absalons søn af et tidligere ægteskab
- Olaf Ussing - Laurentius
- Preben Neergaard - degn
- Albert Høeberg - biskop
- Anna Svierkier - Herlofs Marte
- Harald Holst - foged
- Dagmar Wildenbrück
- Enilie Nielsen
- Kirsten Andreasen
- Sophie Knudsen
- Emanuel Jørgensen
- Hans Christian Sørensen

## Tilblivelse
Dreyer har udtalt, at filmen er baseret på et norsk teaterstykke fra 1908. Filmen er meget trøstesløst, og det ses af det langsomme tempo og brugen af hvidkalkede vægge med kontrast i de sorte klæder med skarpe skyggevirkninger.

## Modtagelse
Filmen havde premiere under besættelsen og blev ikke særlig godt modtaget; kritikerne fandt den for dyster. Eftertiden har imidlertid værdsat filmen, der regnes blandt Dreyers hovedværker.
Sammen med Dreyers ældre Du skal ære din hustru er Vredens dag optaget i Kulturkanonen fra 2006. Lydklip fra filmen er blevet brugt på Suspekt-albummet Prima Nocte (2007). og Red Warszawa Norsk Black Metal (1995)